# Bibliotheca Alexandrina

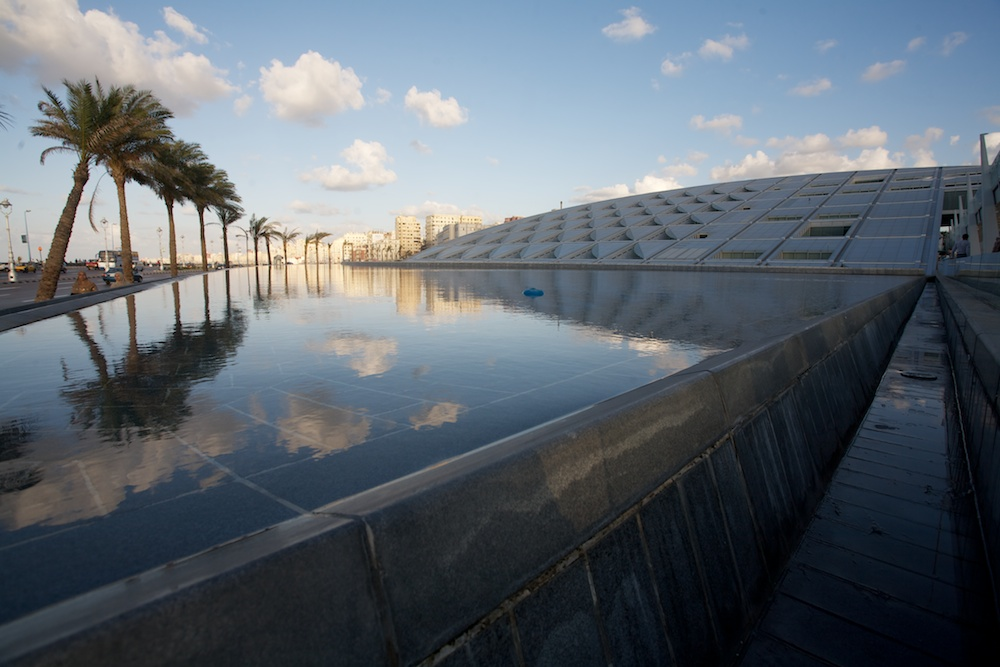
Bibliotheca Alexandrina

Bibliotheca Alexandrina (česky Alexandrijská knihovna) je hlavní knihovna a kulturní centrum nacházející se na pobřeží Středozemního moře v egyptském městě Alexandrie. V roce 1989 egyptská vláda vyhlásila architektonickou soutěž na projekt nové velké Alexandrijské knihovny. O výstavbě knihovny rozhodla egyptská vláda v roce 1989 a je připomínkou starověké Alexandrijské knihovny definitivně zničené v roce 642 Araby. Vítězný projekt knihovny navrhl norský architektonický ateliér Snøhetta. Knihovna byla otevřena 16. října roku 2002 a je obecně považována za jedno z nejvýznamnějších architektonických děl.

## Architektonický popis knihovny
Knihovna je diagonálně rozpůlený stojící válec, jehož geometrická čistota připomíná významné starověké egyptské stavby. Přímá linie, která protíná kruhový tvar knihovny, je ve skutečnosti most pro pěší, kterým je umožněn přístup z alexandrijské univerzity směrem k jihu. Most vede nad ulicí se silnou dopravou, ve výšce druhého podlaží se protíná s knihovnou a pokračuje na veřejné náměstí na západní straně budovy směrem k moři. Vstup do knihovny se nachází naproti přednímu vchodu do staršího konferenčního sálu, vzniká tak dojem podřízenosti této sousední budově. Mezi oběma budovami je náměstí s kamennou dlažbou, do nějž je zapuštěna obří koule představující planetárium. Z válcové budovy byl vyříznut kosý segment. Za normálních okolností by vznikl eliptický povrch, architekti však za základ použili eliptický válec, který se odklání od vertikální roviny.
Strana válce obrácená k jihu je obložena žulovými deskami nalámanými (bez řezání) z velkých bloků. Jejich povrch je proto nerovný a vytváří jemné linie. Na žulových deskách jsou vyryty abecední symboly z celého světa. Slunce posouvající se po obloze a odrazy elektrického osvětlení v sousedící kašně vytvářejí na vyrytých symbolech hru stínů, která budí dojem pradávných egyptských chrámových zdí. Rozlehlá centrální hala knihovny je půlkruh o průměru 160 m a je působivým prostorem. Zakřivená stěna je z betonových dílů s otevřenými svislými spoji, zatímco rovná stěna je obložena leštěným černým kamenem ze Zimbabwe. Podlaha je rozdělena do sedmi terasovitých stupňů, které klesají směrem k severu, ke Středozemnímu moři.